# ミア・ハム
マリエル・マーガレット・ハム（Mariel Margaret Hamm 1972年3月17日 - ）はアメリカの元女子サッカー選手。元アメリカ代表。一般にはミア・ハム（Mia Hamm）の名で知られる。夫は元プロ野球選手のノマー・ガルシアパーラ。
同国代表のメンバーとして17年間活躍した。女子サッカー史上、最高選手のうちの一人といわれることがあり、2001年と2002年にFIFA最優秀選手賞を受賞。2004年にはFIFA 100において『偉大なサッカー選手』に選ばれた。

## 経歴
アメリカ空軍のパイロットの父ビルと、有名なバレリーナであった母ステファニーの娘（4人姉妹の末っ子）としてアラバマ州セルマで生まれた。幼少の頃は父親の仕事の都合で、イタリアのフィレンツェなど海外を含めていくつかの土地を転々とし、最終的にテキサス州のウィチタフォールズに落ち着いた。5歳の時にイタリアでサッカーボールに出会い、アメリカに戻ってからすぐにサッカークラブに入った。その後、彼女の両親は2人の養子をひきとった。
スポーツマンであった長男のギャレットに刺激されスポーツに対して興味を持つようになる。12歳の時、中学校のアメリカンフットボールチームに入った。しかし、最終的にはサッカーに戻った。その後、バージニア州の北バージニア地域に転居し、レイク・ブラドック・セカンダリー・スクールで高校生活を終えた。1987年には、史上最年少の15歳でサッカーアメリカ女子代表に選出されプレーをした。
1989年、スポーツの名門校ノースカロライナ大学チャペルヒル校に入った。大学在籍時に、仲間たちによって「ジョーダン」というニックネームをつけられた。ジョーダンは、かつてノースカロライナ大学のスターであったマイケル・ジョーダンに由来している。彼女はノースカロライナ大学のサッカークラブ「ターヒールズ」を全米大学体育協会（NCAA）の全米学生選手権4連覇に導いた。彼女は、全米およびアトランティック・コースト・カンファレンス（ACC）の最優秀選手に大学4年間のうち3年間選ばれた。
1991年、アメリカ代表は、国際サッカー連盟(FIFA)が主催する女子ワールドカップ中国大会で初優勝を果たした。彼女のチームメートにはミシェル・エイカーズやブランディ・チャステイン、クリスティン・リリーが含まれていた。彼女はこの大会で、FIFA女子ワールドカップにおけるアメリカ女子最年少優勝者（19歳）となった。
1993年、ユニバーシアードアメリカ代表の一員としてプレー、中国に敗れ銀メダルで終わったが、6得点を挙げ得点女王となる。そして、大学を卒業。大学時代、アトランティック・コースト・カンファレンス（ACC）の通算記録は103ゴール、72アシストであった。
1994年に彼女は、大学時代の恋人で、アメリカ海兵隊のパイロットであったクリスチアン・コーリーと結婚した。しかし、お互いの仕事の関係でなかなか会うことができずすれ違いの末、2001年に離婚した。
1995年、アメリカ代表は、FIFA女子ワールドカップスウェーデン大会で、準決勝でノルウェーに敗れ、3位に終わった。
1996年、アメリカ代表はアトランタオリンピックにおいて金メダルを獲得した。準決勝でノルウェー代表を破り、決勝の中国戦では、約8万人もの観衆が会場のジョージア州アセンズに集まった。これは当時の女子スポーツイベントでは、史上最多の観客動員数であった。彼女はその実力と容姿から絶大な人気を得て、ナイキやナビスコ、ゲータレードなど様々なスポンサーに引っ張りだことなった。ナイキのCMではマイケル・ジョーダンと競演したり、また1999年にオレゴン州のナイキ本社に建設されたビルには「ミア・ハム・ビル」と名前が付けられた。
1999年彼女とブランディ・チャスティン、ケイト・ソブレーロ、ローリー・フェアー、ティファニー・ミルブレットらが率いる代表チームは、再びFIFA女子ワールドカップアメリカ大会で優勝した。優勝後にチャスティンが行ったユニフォームを脱ぐパフォーマンスは、有名な出来事となった。最終戦は、アトランタオリンピックの決勝戦の時を超える、9万人以上の人がローズボウルに集まった。また、一説には約4000万人ものアメリカ国民がテレビで試合の中継を見たといわれる。また同じ1999年には、「ミア基金」を設立した。基金は骨髄の研究と、女性のスポーツ振興に捧げられた。基金設立の動機は、彼女にスポーツ選手になるきっかけを与え、養子の兄妹関係であった、兄のギャレットが再生不良性貧血という骨髄の病気で亡くなったためであった。
2000年のシドニーオリンピックでは、決勝でノルウェー代表に敗れ、銀メダルに終わった。さらに2001年、アメリカで新たに誕生したアメリカ女子サッカーリーグ（WUSA）に参加することになり、ワシントン・フリーダムに入団した。当初、膝の怪我もあり思うような活躍ができなかったが、2002年に手術を行い、復調した。2003年はWUSAが財政難により最終年となったが、彼女の活躍もあり、ワシントン・フリーダムはリーグ優勝を果たした。同年、母国アメリカで2度目の開催となったFIFA女子ワールドカップアメリカ大会では、アメリカ代表は準決勝で、ビルギット・プリンツ率いるドイツ代表に敗れ、3位に終わった。
2003年、野球選手のノマー・ガルシアパーラと再婚した。2004年5月、彼女は同年開催のアテネオリンピック終了後に引退することを発表した。ガルシアパーラとの家族生活を始める事に興味があるとその理由を語った。引退までの残された時間を、彼女は多くのファン（特に若い女性ファン）とふれあったり、サインをして楽しんだ。
また2004年3月、彼女と、彼女のチームメートであったミシェル・エーカーズの2人は、FIFAの100周年を記念して開催された式典「FIFA 100」の中で、ペレが選んだ「偉大な（存命中の）サッカー選手」125人に選出された。125人の中で、女性選手およびアメリカ人選手は、この2人だけであった。
アテネオリンピックでは、彼女は再度アメリカ代表を金メダルへ導き、さらに閉会式ではアメリカ選手団の旗手に選ばれた。彼女とチームメイトはオリンピック終了後、アメリカ国内で「お別れツアー」を行った。その最終日である12月8日にはメキシコ代表との試合がカリフォルニア州カーソンで行われた。ゲームはアメリカが5対0で勝利し、彼女は1アシスト2ゴールであった。この試合のハーフタイムに、背番号の上に "Hamm"（ハム）と入ったユニフォームから、夫の姓である"Garciaparra"（ガルシアパーラ）と入ったユニフォームに着替えた。長い間アメリカ代表キャプテンを務めたジュリー・ファウディと、ジョイ・フォーセットも、ハムとともにこのツアーで代表引退した。
ハムが引退までに積み重ねた国際大会での通算ゴール数は、FWアビー・ワンバックに次ぐ世界第2位の158である。また、通算のキャップ数（国際試合の出場数）276も、同じ米国代表の選手であったFWクリスティン・リリーに次いで世界第2位の記録である。

## 主な表彰
- FIFA最優秀選手賞（2001年、2002年）
- FIFA 100、「偉大なサッカー選手」125人（2004年）
- アメリカ・女子サッカー最優秀選手（1994年 - 1998年）
- アメリカ・ウーマンズカップ最優秀選手（1995年）
- 「世界で最も美しい人50人」雑誌「ピープル」（1997年）
- ESPY賞・最優秀サッカー選手（2000年、2001年）
- ESPY賞・最優秀女性サッカー選手（2004年）
- ESPY賞・最優秀女性スポーツ選手（1998年、2000年）

## 国際試合の個人成績
| 年   | 出場試合 | ゴール | アシスト |
| ---- | -------- | ------ | -------- |
| 1987 | 7        | 0      | 0        |
| 1988 | 8        | 0      | 0        |
| 1989 | 1        | 0      | 0        |
| 1990 | 5        | 4      | 1        |
| 1991 | 28       | 10     | 4        |
| 1992 | 2        | 1      | 0        |
| 1993 | 16       | 10     | 4        |
| 1994 | 9        | 10     | 5        |
| 1995 | 21       | 19     | 18       |
| 1996 | 23       | 9      | 18       |
| 1997 | 16       | 18     | 6        |
| 1998 | 21       | 20     | 20       |
| 1999 | 26       | 13     | 16       |
| 2000 | 33       | 13     | 14       |
| 2001 | 4        | 2      | 0        |
| 2002 | 9        | 7      | 5        |
| 2003 | 17       | 8      | 9        |
| 2004 | 30       | 14     | 22       |
| 通算 | 276      | 158    | 142      |

## 大学時代 (ACC) の個人成績
| 年   | 出場試合 | ゴール | アシスト |
| ---- | -------- | ------ | -------- |
| 1989 | 23       | 21     | 4        |
| 1990 | 22       | 24     | 19       |
| 1992 | 25       | 32     | 33       |
| 1993 | 22       | 26     | 16       |
| 通算 | 92       | 103    | 72       |

## プロ (WUSA) での成績
| 年   | 出場試合 | ゴール | アシスト |
| ---- | -------- | ------ | -------- |
| 2001 | 19       | 6      | 4        |
| 2002 | 11       | 8      | 6        |
| 2003 | 19       | 11     | 11       |
| 通算 | 49       | 25     | 21       |

## 選手権の成績
| 年   | チーム                 | 選手権 結果                     |
| ---- | ---------------------- | ------------------------------- |
| 1989 | ノースカロライナ大学   | NCAA 全米学生選手権 優勝        |
| 1990 | ノースカロライナ大学   | NCAA 全米学生選手権 優勝        |
| 1991 | アメリカ女子代表       | FIFA女子ワールドカップ 優勝     |
| 1992 | ノースカロライナ大学   | NCAA 全米学生選手権 優勝        |
| 1993 | ノースカロライナ大学   | NCAA 全米学生選手権 優勝        |
| 1993 | 学生アメリカ女子代表   | ユニバーシアード 銀メダル       |
| 1995 | アメリカ女子代表       | FIFA女子ワールドカップ 3位      |
| 1996 | アメリカ女子代表       | アトランタオリンピック 金メダル |
| 1999 | アメリカ女子代表       | FIFA女子ワールドカップ 優勝     |
| 2000 | アメリカ女子代表       | シドニーオリンピック 銀メダル   |
| 2003 | ワシントン・フリーダム | WUSA ファウンダーズカップ 優勝  |
| 2003 | アメリカ女子代表       | FIFA女子ワールドカップ 3位      |
| 2004 | アメリカ女子代表       | アテネオリンピック 金メダル     |